# Косенков, Вячеслав Николаевич
Вячеслав Николаевич Косенков (1918, Ижевск, Вятская губерния — 2001) — советский автогонщик. Двукратный чемпион СССР. Мастер спорта СССР.

## Биография
В 1938 году был призван в армию. Во время Великой Отечественной войны служил шофером, в 1943 году был тяжело ранен. Службу закончил в 1946 году в Китае. Кавалер орденов Отечественной войны I степени, Красной Звезды.
Работать шофёром в таксопарке Ленинграда. Автомобильным спортом начал заниматься в 1950 году в секции таксопарка ДСО «Труд». Выступал на автомобиле «Победа». Трёхкратный чемпион Ленинграда по зимнему кроссу. С 1957 года сконструировал и построил более 10 спортивных и гоночных автомобилей разных классов. Участвовал на некоторых из них в кольцевых гонках.
Чемпион СССР (1958), занимал также вторые и третьи места. Неоднократно получал призы «За лучшую конструкцию автомобиля».